# PC Gaming Alliance
De PC Gaming Alliance (afgekort PCGA) is een non-profitorganisatie die de PC als spelplatform extra wil promoten. Daarnaast willen ze ook verschillende uitdagingen in de PC-wereld aangaan: piraterij en valsspelen tegengaan, maar ook beveiliging en de consumentenervaring verbeteren. Hun doel is ook de introductie van nieuwe hardware versnellen en meer draagvlak voor de PC creëren. Om dit te bereiken zullen de oprichters nieuwe technologieën onderling uitwisselen zodat ze beter op de markt (en op elkaar) kunnen inspelen. Ze willen vooral de "stem" van de PC als spelplatform zijn, en zich verzetten tegen de consoles (PlayStation 3, Wii en Xbox), die een groot deel van de markt opeisen.

## Geschiedenis
De oprichting van de PCGA werd bekendgemaakt op 20 februari 2007. Volgende bedrijven sloegen de handen ineen:
- Acer
- Activision
- AMD
- Dell
- Epic Games
- Intel
- Microsoft
- nVidia

De organisatie is opgericht wegens de steeds dalende verkoop van PC-games in de Verenigde Staten afgelopen jaar.
Het eerste hoofd van de groep is Randy Stude van Intel.

## Trivia
- Opmerkelijk is de deelname van Microsoft aan de PCGA, vermits Microsoft de Xbox produceert.
- De PCGA wil nieuwe hardware producten sneller op de markt brengen. Een groot probleem waar veel gamers echter mee kampen is dat PC-games steeds hogere systeemeisen krijgen. Daardoor moeten de gamers hun systeem constant opwaarderen om mee te kunnen gaan met de nieuwste games. Vermits een groot deel van de gamers jongeren zijn, is dit financieel niet altijd mogelijk.